# 加利西亚 (西班牙)
加利西亚是组成西班牙的17个自治区之一，下辖卢戈、奥伦塞、拉科鲁尼亚和蓬特韦德拉4省，首府為聖地牙哥康波斯特拉。
加利西亚位于西班牙西北部，南部与葡萄牙接壤，东接阿斯图里亚斯和卡斯蒂利亚-莱昂。加利西亞当地人所使用的加利西亞語在加利西亚自治区具有官方语言地位，和葡萄牙语十分相近，二者同属于印欧语系拉丁语族西伊比利亞語支。

## 地理氣候
加利西亞自治區多丘陵，並有崎嶇起伏的山巒（海拔最高超過2000米），綿長深邃的峽谷。眾多河流從陡峭的山澗奔騰而下，水力資源十分豐富。沿海河口由於地表沉降的原因，多處形成漏斗狀的峽灣。
加利西亞自治區多雨，大部分地方年降水量超過1000毫米，是西班牙氣候最為濕潤的地區。

## 歷史
加利西亞人是古代伊比利亞人與凱爾特人混合的後裔，與愛爾蘭人、蘇格蘭人和威爾士人、布立吞人有血緣關係。
公元前137年，羅馬人進入這一地區。他們稱當地人為“Gallaeci”，凱爾特語意為“水邊居民”，由此最先在希臘產生了Kallaikói (καλλαικoι)這個地名，隨後演變為加利西亞。對於羅馬人來說，這是一塊極西的遙遠地方，所以也稱之為“Finisterre”，意為“天涯海角”，至今加利西亞最西端的一個面向大海的岬角，仍叫這個名字。在阿拉伯人统治西班牙的時期，加利西亞除了偶爾受到摩爾人的襲擊外，幾乎沒有受到伊斯蘭教的任何影響。由於重山阻隔，偏居一隅，本地區自行發展出獨特的文化。此地歸於西班牙王國的統治后，加利西亞人仍保留著自己的語言和傳統。加利西亞人喜歡吹風笛，與蘇格蘭人類似，都是源自凱爾特傳統。加利西亞人自19世紀起便開展民族運動，一直為獲得平等權利而鬥爭。根據1978年憲法，本地區實現了地方自治。

## 經濟

### 種植業
加利西亞豐富的雨量造成田園樂土的外貌，很適合玉米、馬鈴薯等農作物的生長。過多的雨水沖刷了陡峭山地的表土，造成水土流失。一塊塊狹小及分割的家族農場，被稱為“迷你田產”，很難採用機械化耕作。長期以來，加利西亞山區屬於西班牙收入最低的地區之一，造成人口大量外流，曾有大批加利西亞人移民拉丁美洲各國，以致拉美當地土生居民，不管西裔移民來自西班牙何處，都稱他們為加利西亞人。加利西亞種植業落後的狀況，直到近年來才有所改變。

### 畜牧業-林業
加利西亞的畜牧業比較發達，全自治區擁有上百萬頭奶牛和肉牛，品質優良。“凱爾特”牌牛奶暢銷西班牙全國。牧場都是小面積的，規模小。林木茂盛的山區還出產木材。

### 漁業
加利西亞海岸又彎又曲，多港灣，是西班牙最重要的漁業中心。海產特別豐富，除鱈魚、鱒魚、鮭魚、鰹魚和沙丁魚等各種魚類外，還盛產扇貝、淡菜、牡蠣、蠔、龍蝦和海蟹等，水產量佔全國近一半。維哥是西班牙最大的漁港。

### 工業
加利西亞的傳統工業為食品加工和鋸木、家具業。造船業歷史悠久，能製造漁船、大油輪和軍艦。近年來汽車工業也在本區發展起來。利用豐富的水電建成了鋁廠。

### 交通
馬德里至加利西亞的高鐵正在建設，投資5.43億歐元，預計于2018年竣工。

## 语言-文学
加利西亚语与西班牙语一样同属于拉丁语族，与葡萄牙语更接近。在加利西亚，一些地名的写法与西班牙语有区别，例如拉科鲁尼亚，西班牙语为 La Coruña ，而加利西亚语为 A Coruña ，奥伦赛也有两种写法， Orense 和 Ourense 。
罗莎莉亚·卡斯特罗是用加利西亚语写作的著名女作家。她的诗作《加利西亚之歌》为西班牙文学中的瑰宝。她在帕德龙的故居已辟为纪念馆。1916年出生于帕德龙附近的小说家塞拉用西班牙语创作，是内战后小说的第一个创新者，1989年荣获诺贝尔文学奖。

## 主要城市
- 圣地亚哥-德孔波斯特拉：自治区首府，世界上有名的天主教朝圣圣地之一。圣地亚哥-德孔波斯特拉古城于1985年被列为世界文化遗产。
- 卢戈：卢戈省首府，卢戈古城有世界上保存最完整的古罗马城墙（Muralla Romana de Lugo）。
- 奥伦塞：奥伦塞省首府，有着发达的采矿业，也是西班牙西北部重要的铁路交通枢纽和编组大站。
- 拉科魯尼亞：拉科魯尼亞省首府，是一座濒临大西洋的港口城市，也是自治区的第二大城市。
- 蓬特韦德拉：蓬特韦德拉省首府，历史上是由罗马人建立的贸易港。
- 维戈：自治区最大城市，位于蓬特韦德拉省，是自治区重要的经济中心之一，也是西班牙人口最多的非省会城市。

## 參见
- 坎多事件
- 加利西亚-葡萄牙抒情诗
- 加利西亚议会